# 더 슈퍼 시노비
《더 슈퍼 시노비》(The Super Shinobi, ザ・スーパー忍)는 세가가 제작한 액션 플랫폼 게임으로, 메가 드라이브로 개발된 첫번째 《시노비》 게임이다. 콘솔이 발매된 해인 1989년 12월 2일에 출시됐다. 음악은 코시로 유조가 맡았다. 서양 지역에선 《시노비의 복수》(The Revenge of Shinobi)라는 제목으로 발매됐다.
이야기상 1987년에 발매된 아케이드 게임 《시노비》의 후속작으로, 전작에서 등장했던 조직 지드가 '네오 지드'라는 이름으로 부활하고 오보로 닌자 가문을 습격해 주인공 조 무사시의 신부를 납치하자 그가 다시 나서서 네오 지드에게 복수한다는 내용이다. 메가 드라이브의 세 버튼을 이용해 점프와 공격 및 전체공격기를 사용할 수 있다.
첫 발매 후 버추얼 콘솔, 플레이스테이션 네트워크, 세가 포에버 등 다양한 디지털 플랫폼으로 재출시됐다.

## 평가
| 통합 점수  | 통합 점수 |
| 통합사     | 점수      |
| ---------- | --------- |
| 게임랭킹스 | 79%       |
| 평론 점수  |           |
| 평론사     | 점수      |
| MegaTech   | 94%       |
| Mega       | 91%       |
| Wizard     | C-        |

| 수상     | 수상       |
| 평론사   | 수상       |
| -------- | ---------- |
| MegaTech | Hyper Game |